# Guy Bosquet
Pour les articles homonymes, voir Bosquet (homonymie).
Vous êtes invité à donner votre avis sur cette page de discussion, de manière argumentée en vous aidant notamment des critères d’admissibilité ou en présentant des sources extérieures et sérieuses.  
Après avoir apposé le modèle {{Admissibilité}} sur une page, suivez les étapes expliquées sur Wikipédia:Débat d'admissibilité/Aide :
| 1. | Créez la page de débat d'admissibilité.                                                                      | Sauvegardez d’abord la page pour l’initialiser puis indiquez votre motivation.     |
| 2. | Important : ajoutez une entrée dans la section Débat d'admissibilité du jour.                                | Utilisez ce texte : *{{L\|Guy Bosquet}}                                            |
| 3. | Pensez à informer les contributeurs principaux de la page et les projets associés lorsque cela est possible. | Utilisez ce texte : {{subst:Avertissement débat d'admissibilité\|Guy Bosquet}}~~~~ |

 (janvier 2017).
Si vous disposez d'ouvrages ou d'articles de référence ou si vous connaissez des sites web de qualité traitant du thème abordé ici, merci de compléter l'article en donnant les références utiles à sa vérifiabilité et en les liant à la section « Notes et références ».
Guy Edmond Bosquet né à Herbeumont le 27 août 1926 et mort à Libramont-Chevigny le 4 novembre 1985 est un dessinateur, graveur, illustrateur et peintre belge.

## Biographie
Guy-Edmond Bosquet est né le 27 août 1926 à Herbeumont, il passa sa petite enfance et toutes ses années d'école primaire à Arlon. Un peintre local qui voit ses dessiens lui conseille de suivre des études dans ce domaine. La famille partit ensuite s'installer à Bruxelles et il fréquente l'Institut supérieur des arts décoratifs d'Ixelles.
De 1956 à  sa retraite en 1977, il est illustrateur de la revue des chemins de fer  Le Rail.
Par l'intermédiaire de son ami Henri Tilleu, il rencontre Georges Brassens, c'est le début d'une amitié teinté d'admiration. Il est l'auteur de fresques pour les salles Brassens et Brel au Cap d'Agde et la salle Guy Bosquet au domaine des Fourches à Herbeumont. Il a exposé à Barcelone, Bruxelles, Cap d'Agde, Florenville, Herbeumont, Neufchâteau et Paris.
Il meurt le 4 novembre 1985 des suites d'un cancer et est inhumé dans son village natal.

## Collections publiques
- Arlon, musée Gaspar, Collections de l'Institut archéologique du Luxembourg : Le Prieuré de Conques, dessin.